# Rochovský mlýn
Rochovský mlýn v Rochově u Úštěku v okrese Litoměřice je vodní mlýn, který stojí na Úštěckém potoce. Je chráněn jako nemovitá kulturní památka České republiky.

## Historie
Mlýn pochází pravděpodobně z 1. poloviny 19. století.

## Popis
Dvoupatrový poloroubený mlýn má zděné přízemí a patro s pozdně empírovou štukovou fasádou s pilastry a zubořezovými páskami, roubené části zdobí vyřezávané pozdně klasicistní prvky.
Voda na vodní kolo vedla náhonem z rybníka (vypuštěný). V roce 1930 měl jednu Francisovu turbínu (průtok 0,156 m³/s, spád 3,8 m, výkon 13,2 HP).